# Felosa-da-manchúria
Felosa-da-manchúria (Acrocephalus tangorum) é uma espécie de ave da família Acrocephalidae.
Pode ser encontrada nos seguintes países: Camboja, China, Hong Kong, Coreia do Sul, Laos, Rússia, Tailândia, Vietname e possivelmente em Myanmar.
Os seus habitats naturais são: pântanos.
Está ameaçada por perda de habitat.